# Orkidébin
Orkidébin (Euglossini) är ett tribus i överfamiljen bin och familjen långtungebin.  

## Beskrivning
Orkidébin har vanligen lysande metalliska färger i blått eller grönt samt en mycket lång tunga, som kan bli längre än biets kropp.

## Ekologi
Orkidébina har inga eusociala kaster (det vill säga de saknar väldefinierade arbetare, drottningar och drönare). Vissa har dock en primitiv, social struktur; utan att man kan tala om några egentliga kaster lever flera honor tillsammans, och av dessa brukar en vara dominant. Alla honorna kan lägga ägg, men den dominanta honan äter vanligtvis upp de andras ägg. Många orkidébin är dock solitära.

### Värdväxter

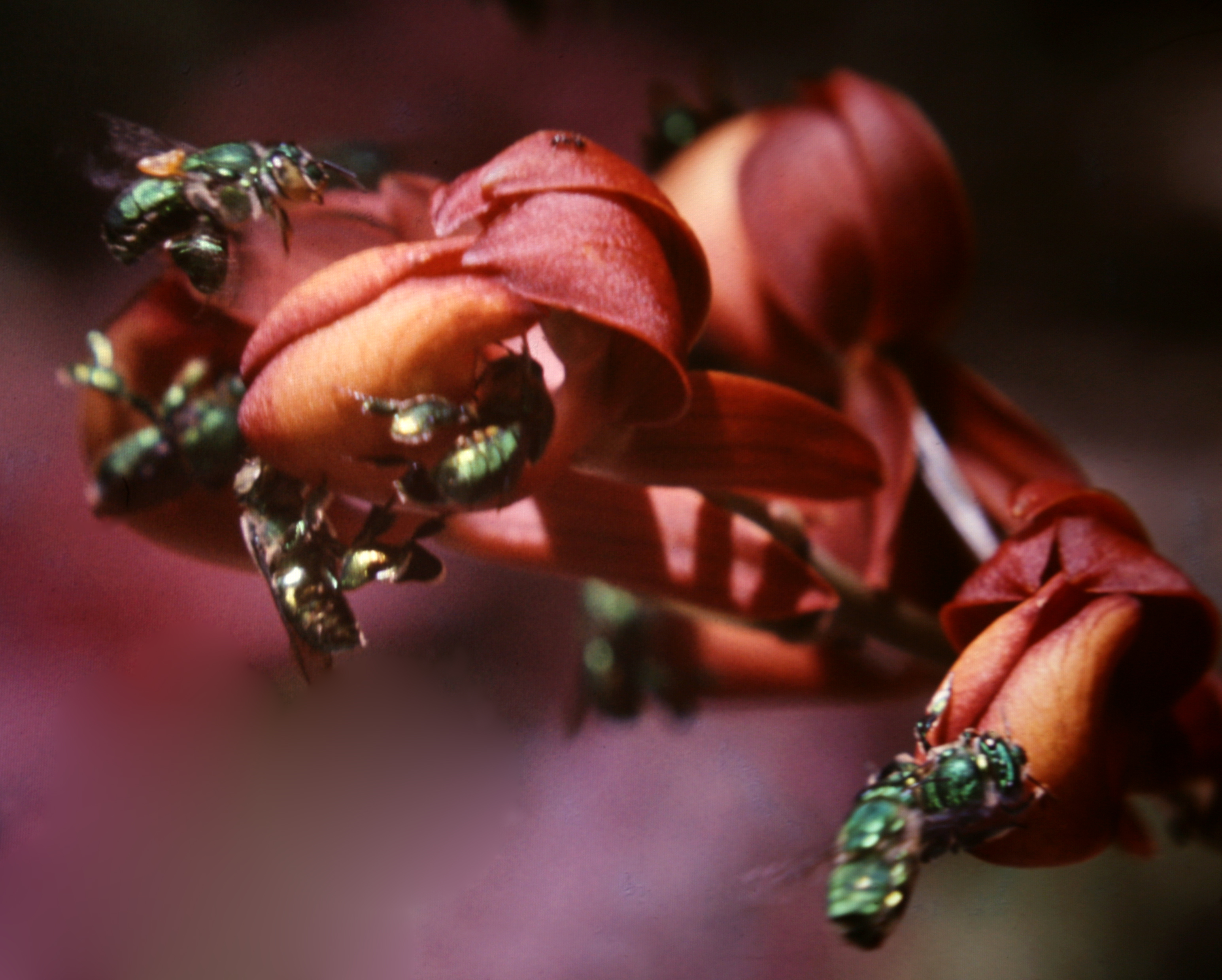
Euglossa-hanar från Surinam på orkidé (Mormodes buccinator)

Arterna flyger snabbt och oftast högt, i höjd med trädtopparna. Framför allt hanarna är viktiga orkidépollinatörer; medan både hanar och honor besöker växter för att hämta nektar, honorna även pollen och kåda, dras hanarna framför allt till blommornas, inte minst orkidéernas luktämnen. Hanarna lagrar dessa i sina modifierade bakre skenben. Det antas att de omvandlar dessa luktämnen till feromoner de använder för att locka till sig honor. Ett stort antal orkidéer saknar nektar och har oätlig pollen; de pollineras enbart av orkidébinhanar som kommer för luktämnena.
Honorna lägger upp särskilda rutter mellan näringsväxterna, som de besöker i en bestämd ordning.

## Utbredning
Arterna förekommer i tropiska och subtropiska Amerika, från norra Mexiko över Jamaica och Trinidad i Västindien till norra Argentina.

## Taxonomi
Tribuset omfattar följande släkten:
- Aglae Lepeletier & Serville, 1825
- Eufriesea Cockerell, 1908
- Euglossa Latreille, 1802
- Eulaema Lepeletier, 1841
- Exaerete Hoffmannsegg, 1817

Totalt innehåller tribuset mer än 200 arter.
Av de ingående släktena konstruerar Eufriesea, Euglossa och Eulaema egna bon, medan Aglae och Exaerete lever som boparasiter; Aglae hos Eufriesea, och Exaerete hos Eulaema.